# Adèle Kahinda Mayina
Adèle Kahinda Mayina est une femme politique de la république démocratique du Congo. Elle est ministre d’État, ministre du Portefeuille au sein des gouvernements Lukonde I et II,,.

## Biographie

### Engagement politique
Adèle Kahinda est fondatrice du parti politique Alliance des démocrates chrétiens du Congo (ALDEC), dirigé actuellement par le député national Smith Kapenda.